# Estación de Regueral
Regueral es una estación de ferrocarril situada en el municipio español de Carreño en el Principado de Asturias. Forma parte de la red de vía estrecha operada por Renfe Operadora a través su división comercial Renfe Cercanías AM. Está integrada dentro del núcleo de Cercanías Asturias como parte de la línea C-4 (antigua F-4) entre Cudillero y Gijón. Cuenta también con servicios regionales. 

## Situación ferroviaria
Se encuentra en el punto kilométrico 304,57 de la línea férrea de ancho métrico que une Ferrol con Gijón a 65 metros de altitud. El tramo es de vía única electrificada.

## Historia
Las instalaciones ferroviarias fueron abiertas al tráfico el 3 de agosto de 1922 con la apertura del tramo Avilés-Candás. Las obras corrieron a cargo de una pequeña compañía conocida como la Sociedad de las Minas y Ferrocarril de Carreño.
En 1974, y poco después de que el Estado logrará completar las obras de la línea Ferrol-Gijón, que precisamente reaprovechaba el recorrido del Ferrocarril de Carreño (entre Avilés y Gijón), la estación pasó a ser gestionada por la empresa pública FEVE. Esta mantuvo la titularidad del recinto hasta 2013, momento en el cual la explotación fue atribuida a Renfe Operadora y las instalaciones a Adif.

## Servicios ferroviarios

### Cercanías
Forma parte de la línea C-4 Gijón - Cudillero de Cercanías Asturias. Al menos treinta trenes diarios, en ambos sentidos, se detienen entre semana en el recinto. La frecuencia disminuye durante los fines de semana y festivos.
| procedencia/destino | < estación | Línea | estación >  | destino/procedencia |
| ------------------- | ---------- | ----- | ----------- | ------------------- |
| Gijón               | Candás     |       | Zanzabornín | Cudillero           |